# Coimbra-B
Coimbra-B (port: Estação Ferroviária de Coimbra-B) – stacja kolejowa w Coimbrze, w Portugalii. Znajduje się na Linha do Norte, na północ od centrum Coimbry. Oddana została do użytku w ramach Linha do Norte, 10 kwietnia 1864.

## Charakterystyka

### Położenie
Znajduje się ona przy Rua do Padrão, w sołectwie Eiras.

### Infrastruktura
Stacja posiada 5 torów pasażerskich o długości 400 i 240 metrów, znajdujących się przy 3 peronach o długości 223–297 metrów i 45–95 cm wysokości.

## Historia

### Planowanie stacji
W 1845 roku, angielska kompania kilkakrotnie planowała budowę linii kolejowej w Portugalii, w ramach prac publicznych programu Costy Cabral; jedną z planowanych linii była linia z Alhambra w kierunku Porto, poprzez Coimbrę.

### Inauguracja
Stacja ta weszła do służby w dniu 10 kwietnia 1864 roku pod nazwą Coimbra, wraz z odcinka między Estarreja i Taveiro Linha do Norte.
Po inauguracji, usługi mieszane zaczęły być realizowane przez połączenie Coimbra – Vila Nova de Gaia i Taveiro.

### Rozbudowa
Dekret opublikowany 26 stycznia 1876 ustalał, że Linha da Beira Alta powinna rozpoczynać się na stacji Coimbra, ale było kilka problemów z tym szlakiem, więc inny dekret z 23 marca 1878 roku zmodyfikował te połączenie na Pampilhosa. W zamian za to, firma odpowiedzialna za budowę tej linii kolejowej zdecydowała się wybudować linię z dworca Coimbra do centrum miasta; jednak w 1882 roku, prace nie zostały jeszcze rozpoczęte, ze względu na konflikty między Companhia dos Caminhos de Ferro Portugueses da Beira Alta i państwem portugalskim. Prawo do budowy i zarządzania Ramal de Coimbra zostały przekazane w ten sposób do Companhia dos Caminhos de Ferro Portugueses, które zostało otwarte na 18 października 1885.

### Elektryfikacja
Odcinek między Pombal i Coimbra-B została przystosowany do trakcji elektrycznej w październiku 1963 jako część programu elektryfikacji Linha do Norte. Następny odcinek do Pampilhosa został zelektryfikowany w marcu następnego roku.

## Linie kolejowe
- Linha do Norte
- Ramal da Lousã